# Petrus Pitarca
Petrus Pitarca (falecido em 1622) foi um prelado católico romano que serviu como bispo de Termia de 1617 1622.

## Biografia
Petrus Pitarca foi ordenado sacerdote na Ordem dos Frades Menores. No dia 26 de junho de 1617, foi nomeado Bispo de Termia. A 3 de setembro de 1617, foi consagrado bispo por Pietro Aldobrandini, arcebispo de Ravenna, com Attilio Amalteo, arcebispo titular de Atenas, e Giulio Sansedoni, bispo emérito de Grosseto servindo como co-consagradores. Serviu como Bispo de Termia até à sua morte em 1622. Enquanto bispo, foi o co-consagrador principal de Gregorius Pedrocca, bispo de Acqui (1620).